# Rümlang
Rümlang (gsw. Rümlig) – miejscowość i gmina (Politische Gemeinde) w północnej Szwajcarii, w kantonie Zurych, w okręgu (Bezirk) Dielsdorf.  

## Demografia
W Rümlang mieszka 8186 osób. W 2021 roku 30,3% populacji gminy stanowiły osoby urodzone poza Szwajcarią.

## Transport
Przez teren gminy przebiegają autostrady A1 i A4 oraz droga główna nr 348.
Na terenie gminy leży część portu lotniczego Zurych-Kloten.